# Monika Žídková
Monika Žídková (Kravaře, 11 giugno 1977) è una modella ceca, vincitrice del titolo di Miss Europa 1995.
Incoronata Miss Europa ad Istanbul, in Turchia, in precedenza Monika Žídková era stata eletta anche Miss Mondo Repubblica Ceca 1995.